# 民族渡觸礁海難
|  |

民族渡觸礁海難指1937年1月20日凌晨3点，中華民國廣東省順德縣左灘村對開甘竹滩觸礁，268人死亡。事發時正值民國黃金十年。

## 地理
發生於中華民國廣東省順德縣左灘村，距順德縣城22公里，今劃入龍江鎮。甘竹滩是广州经顺德往江门、肇庆的重要航道，因滩口狭窄，既受西江和北江洪水，又受潮汐影响，滩底石脉横跨，滩下暗礁林立，滩水湍急。

## 官方記載
《顺德县志》记载：“民国26年（1937年）1月20日，航行广州至江门的‘民族’号客轮在甘竹滩触礁沉没，溺死300余人。”
《广东省志·水运志》记载：“民国26年（1937年）1月19日，‘模范’汽轮拖带‘民族’花尾渡从广州开江门。经甘竹滩时恰遇潮水湍急。'民族'渡本已搭客超重，但'民族'渡司理为争时间多接客货，催促拖轮上滩。'模范'汽轮3次上驶均被急流冲回，最后一次'民族'渡撞在'香炉石'上沉没，溺死旅客和船员306人。

## 引用文獻
1. ↑  赵鹏. . 鳳凰網. 2011-09-24  [2020-07-10]. （原始内容存档于2020-04-20）.. 重刊自當天的《羊城晚报》。
2. ↑  上海市地方志办公室. . 上海市地方志办公室. 2004-09-24  [2020-07-10]. （原始内容存档于2019-02-27）.
3. ↑  搜狐號「順德漫游」. . 搜狐網. 2018-08-11  [2020-07-10]. （原始内容存档于2020-04-20）.
4. ↑  . 顺德新闻网. 2019-05-28  [2020-07-10]. （原始内容存档于2020-07-10）.. 重刊自珠江商报.
5. ↑  叶卉时. . 顺德区档案馆官方网站. 2019-04-16  [2020-07-10]. （原始内容存档于2020-03-07）.
6. ↑  叶卉时. . 顺德区档案馆官方网站. 2019-04-17  [2020-07-10]. （原始内容存档于2020-02-16）.
7. ↑  叶卉时. . 顺德区档案馆官方网站. 2019-04-18  [2020-07-10]. （原始内容存档于2020-04-03）.
8. ↑  叶卉时. . 顺德区档案馆官方网站. 2019-04-19  [2020-07-10]. （原始内容存档于2020-03-25）.
9. ↑  叶卉时. . 顺德区档案馆官方网站. 2019-05-29  [2020-07-10]. （原始内容存档于2020-02-17）.
10. ↑  叶卉时. . 顺德区档案馆官方网站. 2019-05-30  [2020-07-10]. （原始内容存档于2020-02-11）.
11. ↑  叶卉时. . 顺德区档案馆官方网站. 2019-06-17  [2020-07-10]. （原始内容存档于2020-02-21）.